# Bonn University Shakespeare Company
Die Bonn University Shakespeare Company e.V. (BUSC) ist eine freie Theatergruppe, die aus dem Institut für Anglistik, Amerikanistik und Keltologie der Rheinischen Friedrich-Wilhelms-Universität Bonn hervorgegangen ist. 

## Geschichte
Gegründet wurde die BUSC im November 1992 von den Anglistik-Studenten Thilo Veenema und Magnus Huber, nachdem die Theatergruppe des Englischen Seminars sich aufgelöst hatte. Es handelt sich um einen nichtkommerziellen Verein im Sinne des § 21 BGB, der ausschließlich gemeinnützige Zwecke verfolgt. Sitz des Vereins ist die Universität Bonn.
Die Gruppe hatte 2006 ca. 100 Mitglieder, davon rund 50 aktive Mitarbeiter. Ziel ist die Förderung von Kunst und Kultur, besonders die Verbreitung der Werke Shakespeares, seiner Zeitgenossen oder anderer englischsprachiger Autoren in Bonn und Umgebung. Vor allem Schulen im Raum Köln/Bonn sollen die Möglichkeit erhalten, sich durch bereitgestelltes Unterrichtsmaterial, Vorträge und Diskussionsrunden mit dem Werk Shakespeares und der englischen Sprache auseinanderzusetzen. Es finden in Workshops und Theaterkurse für Schulen statt. Darüber hinaus arbeitet die BUSC mit den Shakespeare-Forschern Baumann von der Uni Bonn sowie Russel Jackson von der Universität Birmingham, der auch bei Shakespeare-Verfilmungen als Berater fungierte, zusammen. In den Programmheften werden begleitende literaturwissenschaftliche Artikel veröffentlicht, die teilweise von Professoren der Uni Bonn verfasst wurden.
Die Theatergruppe bringt in der Regel jährlich zwei Produktionen im Sommer/Winter zur Aufführung. Die Besonderheit liegt darin, dass die Stücke in der Originalsprache Englisch aufgeführt werden. Hauptspielort ist das Kulturzentrum „Brotfabrik“ in Bonn-Beuel, wo die Stücke meistens an ca. 6 bis 10 aufeinander folgenden Tagen gespielt werden, durchschnittlich erfolgen 7 Aufführungen je Produktion. Neben Werken von Shakespeare kommen auch Dramen oder Komödien von Christopher Marlowe, John Ford, Oscar Wilde oder T.S. Eliot zur Aufführung. Mit „Der kleine Horrorladen“ brachte die BUSC auch eine Musical-Produktion auf die Bühne. Eine Ausnahme in den englischsprachigen Aufführungen bildet „Vell Jedöhns wääje nüß“, eine rheinische Übersetzung und Adaption des Shakespeare-Stückes „Much Ado about Nothing“. Für diese Produktion erhielt die Gruppe den Martin-Lehnert-Preis der Deutschen Shakespeare-Gesellschaft. Gelegentlich gibt die Gruppe Gastspiele, so gab es Aufführungen bei den Shakespeare-Tagen in Köln (1993), Bochum (1994), Weimar (1999) und Dinslaken (2001) sowie beim Shakespeare-Kongress in Gotha (1999). Mit den Stücken „Timon of Athens“ (2004) und „Vell Jedöhns wääje nüß“ (2003) gastierte die BUSC im nachgebauten Globe Theatre in Neuss. In Bonn ist die BUSC auch im „Haus der Springmaus“, auf der Museumsmeile und im Poppelsdorfer Schloss aufgetreten. Im Jahr 2002 fand anlässlich des 10-jährigen Bestehens der BUSC ein einwöchiges Shakespeare-Festival mit Aufführungen und Vorträgen statt.
Die Proben zu den Aufführungen finden in Studentenwohnheimen, Hörsälen oder Schulen statt. In den letzten beiden Wochen vor der Aufführung wird am Aufführungsort „Brotfabrik“ geprobt. In unregelmäßigen Abständen finden Workshops mit Schauspielern statt, so im Jahr 2005 in Stratford-upon-Avon, dem Geburtsort Shakespeares.

## Produktionen
- Winter 1993: Richard II. (W. Shakespeare)
- Sommer 1994: Doctor Faustus (C. Marlowe)
- Herbst 1994/Sommer 2011: The Taming of the Shrew (W. Shakespeare)
- Sommer 1995/Winter 2016: Julius Caesar (W. Shakespeare)
- Sommer 1995/Sommer 2006/Winter 2015: Macbeth (W. Shakespeare)
- Winter 1995: Pericles, Prince of Tyre (W. Shakespeare)
- Sommer 1996: ’Tis Pity she’s a Whore (J. Ford)
- Sommer 1996: Few but roses (W. Shakespeare)
- Winter 1996: Angels in America (Tony Kushner)
- Sommer 1997/Sommer 2004/Sommer 2017: A Midsummer Night’s Dream (W. Shakespeare)
- Winter 1997/Winter 2017: The Winter’s Tale (W. Shakespeare)
- Sommer 1998: The Importance of being Earnest (O. Wilde)
- Winter 1998: The Merchant of Venice (W. Shakespeare)
- Frühjahr 1999: The Two Gentleman of Verona (W. Shakespeare)
- Sommer 1999: The Merry Wives of Windsor (W. Shakespeare)
- Sommer 1999: The Tempest (W. Shakespeare)
- Winter 1999/Winter 2014: Titus Andronicus (W. Shakespeare)
- Sommer 2000/Sommer 2014: Twelfth Night (W. Shakespeare)
- Herbst 2000: Vell Jedöhns wääje nüß (Original: Much Ado about nothing / Shakespeare)
- Winter 2000: Murder in the Cathedral (T.S. Eliot)
- Sommer 2001: Cymbeline (W. Shakespeare)
- Winter 2001: Henry V. (W. Shakespeare)
- Sommer 2002: Der kleine Horrorladen (A. Menken / H. Ashman)
- Sommer 2002/Winter 2007: Romeo und Julia (W. Shakespeare)
- Winter 2002/Sommer 2018: Hamlet (W. Shakespeare)
- Sommer 2003: Timon of Athens (W. Shakespeare)
- Winter 2003: The Changeling (T. Middleton / W. Rowley)
- Sommer 2004: Our Country’s Good (Timberlake Wertenbaker)
- Winter 2004: The Country Wife (W. Wycherley)
- Sommer 2005: Othello (W. Shakespeare)
- Winter 2005: An Ideal Husband (O. Wilde)
- Winter 2006: One Flew over the Cuckoo’s Nest (D. Wasserman/K. Kesey)
- Sommer 2007: Les Liaisons Dangereuses (C. Hampton/C. de Laclos)
- Sommer 2008: TroilusWAHN und CressidaTHEATER (W. Shakespeare/W. Schwab)
- Winter 2008: The Roman Actor (P. Massinger)
- Sommer 2009: A Clockwork Orange (A. Burgess)
- Winter 2009: Antony and Cleopatra (W. Shakespeare)
- Sommer 2010: Man of the Moment (A. Ayckbourn)
- Winter 2010: Richard III (W. Shakespeare)
- Sommer 2011: The Taming of the Shrew (W. Shakespeare)
- Winter 2011: Henry VIII (W. Shakespeare)
- Sommer 2012: Lady Windermere’s Fan (O. Wilde)
- Winter 2012: Measure for Measure (W. Shakespeare)
- Sommer 2013: The Crucible (A. Miller)
- Winter 2013: Alice’s Adventures in Wonderland (L. Carroll)
- Sommer 2014: Twelfth Night (W. Shakespeare)
- Winter 2014: Titus Andronicus (W. Shakespeare)
- Sommer 2015: The Count of Monte Cristo (A. Dumas)
- Winter 2015: Macbeth (W. Shakespeare)
- Sommer 2016: The Master and Margarita (M. Bulgakov)
- Winter 2016: Julius Caesar (W. Shakespeare)
- Sommer 2017: Doppelproduktion All’s Well That Ends Well & A Midsummer Night's Dream (W. Shakespeare)
- Winter 2017: The Winter's Tale (W. Shakespeare)
- Sommer 2018: Hamlet (W. Shakespeare)
- Winter 2018: The Life and Death of King John (W. Shakespeare)
- Sommer 2019: Salome (Oscar Wilde)
- Winter 2019: Doppelproduktion Romeo and Juliet & Troilus and Cressida (W. Shakespeare)
- Sommer 2020: The Two Noble Kinsmen (W. Shakespeare/J. Fletcher)